# République socialiste soviétique autonome kabardino-balkare
1936–1991
Entités précédentes :
- Oblast autonome de Kabardino-Balkarie (RSFSR)

Entités suivantes :
- République de Kabardino-Balkarie (fédération de Russie)

La République socialiste soviétique autonome kabardino-balkare était une république autonome de l'Union soviétique, de 1936 à 1991, date à laquelle elle devient république de Kabardino-Balkarie au sein de la fédération de Russie.
Après la déportation des Balkars en 1944, le nom de la république autonome devint « République socialiste soviétique autonome kabarde ». En 1957, l'ancien nom a été restauré.